# Saucel
Saucel, auch Paisley genannt, war eine Whiskybrennerei in Paisley, Renfrewshire, Schottland. Der erzeugte Brand war somit der Whiskyregion Lowlands zuzuordnen.

## Geschichte
Die Brennerei wurde wahrscheinlich 1793 von Fleming und Bochop unter dem Namen Paisley als kombinierte Brauerei und Brennerei gegründet. Innerhalb der ersten Dekaden ihres Bestehens wechselten die Inhaber mehrfach und die Brennerei ging mehrmals bankrott. Im Jahre 1825 gelangte sie in die Hände von James Stewart, der sie viele Jahrzehnte lang betrieb. 1885 wurde zu den bestehenden Pot Stills eine Coffey Still zur Produktion von Grain Whisky hinzugefügt, welche jedoch 1903 wieder entfernt wurde. Während des 1. Weltkriegs kauften Distillers Company Ltd. (DCL) die Brennerei auf und schlossen sie schließlich. Wann genau die Umbenennung von Paisley zu Saucel stattfand, ist nicht bekannt.
Als Alfred Barnard im Rahmen seiner bedeutenden Whiskyreise im Jahre 1886 die Brennerei besuchte, verfügte sie über eine jährliche Produktionskapazität von 1.000.000 Gallonen Whisky und gehörte somit zu den größten Brennereien in Schottland. Es standen 18 Brennblasen mit einer Gesamtkapazität von 45.000 Gallonen zur Verfügung. Wie viele hiervon Grob- (Wash Stills) und Feinbrandblasen (Spirit Stills) waren, ist nicht näher beschrieben. Außerdem erwähnt Barnard den Einsatz einer Coffey Still.